# Владіміра Угліржова
Владіміра Угліржова (чеськ. Vladimíra Uhlířová, нар. 4 травня 1978) — колишня чеська професійна тенісистка.
Здобула п'ять одиночних та сімнадцять парних титулів туру WTA. 
Найвищу одиночну позицію рейтингу WTA — 400 місце досягнула 6 жовтня 2003, парну — 18 місце — 1 жовтня 2007 року.
Завершила кар'єру 2016 року.

## Досягнення у парному розряді
| Турнір                                 | 2006 | 2007 | 2008 | 2009 | 2010 | 2011 | 2012 | 2013 | 2014 | 2015 | W–L   |
| -------------------------------------- | ---- | ---- | ---- | ---- | ---- | ---- | ---- | ---- | ---- | ---- | ----- |
| Відкритий чемпіонат Австралії з тенісу | A    | 2р   | 2р   | 1р   | 2р   | ЧФ   | 2р   | 3р   | A    | A    | 9–7   |
| Відкритий чемпіонат Франції з тенісу   | 2р   | 3р   | 3р   | 2р   | 2р   | 3р   | 2р   | 1р   | 1р   | 1р   | 10–10 |
| Вімблдонський турнір                   | 1р   | 2р   | 2р   | 1р   | 1р   | 2р   | 3р   | 2р   | A    | A    | 6–8   |
| Відкритий чемпіонат США з тенісу       | 1р   | ПФ   | 1р   | 1р   | 1р   | 1р   | 2р   | A    | A    | A    | 5–7   |
| Перемоги-Поразки                       | 1–3  | 8–4  | 4–4  | 1–4  | 2–4  | 6–4  | 5–4  | 3–3  | 0–1  | 0–1  | 30–32 |

## Важливі фінали

### Фінали Premier Mandatory/Premier 5

#### Парний розряд (0–1)
| Результат | Рік  | Турнір             | Покриття | Партнер        | Опоненти                   | Рахунок          |
| --------- | ---- | ------------------ | -------- | -------------- | -------------------------- | ---------------- |
| Поразка   | 2011 | Мастерс Цинциннаті | Тверде   | Наталі Грандін | Ваня Кінг Ярослава Шведова | 4–6, 6–3, [9–11] |

## Фінали турнірів WTA

### Парний розряд (5–13)
| Легенда                             |
| ----------------------------------- |
| Турніри Великого шолома (0–0)       |
| Турніри WTA Tour (0–0)              |
| Premier Mandatory & Premier 5 (0–1) |
| Premier (1–4)                       |
| International (4–8)                 |

| Фінали за покриттям |
| ------------------- |
| Тверде (3–7)        |
| Ґрунт (2–5)         |
| Трава (0–0)         |
| Килим (0–1)         |

| Результат | Ранг | Дата            | Турнір                                                        | Покриття  | Партнер              | Опоненти                                  | Рахунок               |
| --------- | ---- | --------------- | ------------------------------------------------------------- | --------- | -------------------- | ----------------------------------------- | --------------------- |
| Поразка   | 1.   | 5 лютого 2007   | Open GDF Suez, Paris, Франція                                 | Килим (i) | Габріела Навратілова | Кара Блек Лізель Губер                    | 2–6, 0–6              |
| Поразка   | 2.   | 3 березня 2007  | Qatar Ladies Open, Doha, Катар                                | Тверде    | Агнеш Савай          | Мартіна Хінгіс Марія Кириленко            | 1–6, 1–6              |
| Перемога  | 1.   | 23 квітня 2007  | Hungarian Ladies Open, Budapest, Угорщина                     | Ґрунт     | Агнеш Савай          | Мартіна Мюллер Габріела Навратілова       | 7–5, 6–2              |
| Поразка   | 3.   | 23 липня 2007   | Gastein Ladies, Bad Gastein, Австрія                          | Ґрунт     | Агнеш Савай          | Луціє Градецька Рената Ворачова           | 3–6, 5–7              |
| Поразка   | 4.   | 10 лютого 2008  | Open GDF Suez, Paris, Франція                                 | Тверде    | Ева Грдінова         | Альона Бондаренко Катерина Бондаренко     | 1–6, 4–6              |
| Перемога  | 2.   | 13 квітня 2008  | Amelia Island Championships, Amelia Island, США               | Ґрунт     | Бетані Маттек-Сендс  | Вікторія Азаренко Олена Весніна           | 6–3, 6–1              |
| Поразка   | 5.   | 27 липня 2008   | LA Women's Tennis Championships, Los Angeles, США             | Тверде    | Ева Грдінова         | Латіша Чжань Чжуан Цзяжун                 | 6–2, 5–7, [4–10]      |
| Перемога  | 3.   | 25 липня 2009   | Banka Koper Slovenia Open, Portorož, Словенія                 | Тверде    | Юлія Гергес          | Каміль Пен Клара Закопалова               | 6–4, 6–2              |
| Поразка   | 6.   | 25 жовтня 2009  | BGL Luxembourg Open, Люксембург City, Люксембург              | Тверде    | Рената Ворачова      | Івета Бенешова Барбора Стрицова           | 6–1, 0–6, [7–10]      |
| Перемога  | 4.   | 24 липня 2010   | Banka Koper Slovenia Open, Portorož, Словенія                 | Тверде    | Марія Кондратьєва    | Анна Чакветадзе Марина Еракович           | 6–4, 2–6, 10–7        |
| Поразка   | 7.   | 31 липня 2010   | Istanbul Cup, İstanbul, Туреччина                             | Тверде    | Марія Кондратьєва    | Елені Даніліду Ясмін Вер                  | 4–6, 6–1, [9–11]      |
| Поразка   | 8.   | 26 вересня 2010 | Hansol Korea Open Tennis Championships, Seoul, Південна Корея | Тверде    | Наталі Грандін       | Юлія Гергес Полона Герцог                 | 3–6, 4–6              |
| Поразка   | 9.   | 25 квітня 2011  | Barcelona Ladies Open, Barcelona, Іспанія                     | Ґрунт     | Наталі Грандін       | Івета Бенешова Барбора Стрицова           | 7–5, 4–6, [2–10]      |
| Поразка   | 10.  | 21 травня 2011  | Internationaux de Strasbourg, Strasbourg, Франція             | Ґрунт     | Наталі Грандін       | Акгуль Аманмурадова Чжуан Цзяжун          | 7–5, 4–6, [9–11]      |
| Поразка   | 11.  | 10 липня 2011   | Hungarian Ladies Open, Budapest, Угорщина                     | Ґрунт     | Наталі Грандін       | Анабель Медіна Гаррігес Аліція Росольська | 2–6, 2–6              |
| Поразка   | 12.  | 21 серпня 2011  | Мастерс Цинциннаті, Cincinnati, США                           | Тверде    | Наталі Грандін       | Ваня Кінг Ярослава Шведова                | 4–6, 6–3, [9–11]      |
| Перемога  | 5.   | 25 вересня 2011 | Hansol Korea Open Tennis Championships, Seoul, Південна Корея | Тверде    | Наталі Грандін       | Віра Душевіна Галина Воскобоєва           | 7–6(7–5), 6–4         |
| Поразка   | 13.  | 26 травня 2012  | Internationaux de Strasbourg, Strasbourg, Франція             | Ґрунт     | Наталі Грандін       | Ольга Говорцова Клаудія Янс-Ігначик       | 7–6(7–4), 3–6, [3–10] |